# バーバラ・ジョーダン (テニス選手)
バーバラ・ジョーダン（Barbara Jordan, 1957年4月2日 - ）は、アメリカ・ウィスコンシン州ミルウォーキー出身の元女子プロテニス選手。1979年の全豪オープン女子シングルス優勝者で、1983年の全仏オープン混合ダブルス優勝もある。WTAツアーで1979年全豪オープンを含むシングルス2勝、ダブルス6勝を挙げた。同大会で1983年の準優勝者になったキャシー・ジョーダンは、彼女の実の妹にあたる。1976年の全日本テニス選手権の女子シングルスで優勝したこともある。
1976年の全日本テニス選手権女子シングルスで優勝した時、バーバラ・ジョーダンはまだ世界的には無名の選手であったが、決勝で中川清美（園田学園女子大学）を 7-6, 6-3 で破って優勝した。それから3年後、1979年の全豪オープンで勝ち進んだ時、ジョーダンは大会第5シードでありながら、世界ランキングは「68位」であった。当時は全豪オープンの権威が他の4大大会に比べて格段に低く、開催時期も度重なる変更があった。1978年から1985年まで、全豪オープンは年末の12月に開催されていたが、ジョーダンが優勝したのはその期間中である。参加選手が極端に少なかったため、抽選も32人の選手による5回戦制であった。（1979年当時、ウィンブルドンと全米オープンは現在と同じく、128名の選手による7回戦制で、全仏オープンは64名の選手による6回戦制で試合が行われていた。）ジョーダンは3試合目にあたる準々決勝で、チェコスロバキアのハナ・マンドリコワを圧倒して波に乗り、決勝戦ではシャロン・ウォルシュ（アメリカ）を 6-3, 6-3 で破って、4大大会の女子シングルス優勝者に名前を連ねた。これは1970年代の全豪オープン選手権大会において、唯一のアメリカ人女子選手によるシングルス優勝であった。
その後は4大大会を含めた女子テニスツアーでの好成績は少ないが、1983年の全仏オープン混合ダブルス部門でエリオット・テルチャー（アメリカ）とペアを組み、2つ目のグランドスラム・タイトルを獲得した。ジョーダンとテルチャーは、混合ダブルス決勝でチャールズ・ストロード＆レスリー・アレン（ともにアメリカ）組に 6-2, 6-3 のストレート勝ちを収めた。
ジョーダンは1976年の全日本テニス選手権で勝った後も、日本のトーナメントで何度かプレーした。1980年は名古屋のトーナメントでシングルス準優勝がある。1982年には、日本の「ジャパン・オープン」（当時の名称は「ジャパン・アジアン・オープン」といった）と「ボーデン・クラシック」（現在は消滅）で2つのダブルス優勝を記録した。ジャパン・オープンの女子ダブルスではローラ・デュポンとのペアで、日本の佐藤直子とブレンダ・レミルトン（Brenda Remilton）の組を 6-2, 6-7, 6-1 で破って優勝を飾った。バーバラ・ジョーダンは1987年4月に30歳で現役を引退した。
バーバラの全豪優勝から4年後、1983年に妹のキャシー・ジョーダンが同じ全豪オープンで決勝に進出したが、キャシーは強敵マルチナ・ナブラチロワに敗れたため“姉妹優勝”はならなかった。テニスの歴史を通じて、姉妹が揃って4大大会の決勝に進出したのは、1884年に第1回ウィンブルドン選手権の女子シングルス決勝で“姉妹対決”をしたモード・ワトソンとリリアン・ワトソン（イングランド）以来のことであり、テニス界の「オープン化時代」（1968年以後）では初めての快挙だった。最近ではアメリカの黒人姉妹、ビーナスとセリーナのウィリアムズ姉妹がともに世界ランキング1位の座に立ち、ワトソン姉妹やジョーダン姉妹とは比較にならないほどのプレーを展開してきた。